# Callichilia
Callichilia là chi thực vật có hoa trong họ Apocynaceae.